# Дјукор (Калифорнија)
Дјукор (енгл. Ducor) насељено је место без административног статуса у америчкој савезној држави Калифорнија.

## Демографија
По попису из 2010. године број становника је 612, што је 108 (21,4%) становника више него 2000. године.
|                   | 2010.        | 2000.        |
| Укупно            | 612 (100,0%) | 504 (100,0%) |
| Хиспаноамериканци | 502 (82,03%) | 366 (72,62%) |
| Белци             | 83 (13,56%)  | 122 (24,21%) |
| Азијати           | 20 (3,268%)  | 8 (1,587%)   |
| Остали            | 7 (1,144%)   | 7 (1,389%)   |
| Афроамериканци    | 0 (0,000%)   | 1 (0,198%)   |